# ASW Béjaïa
ASW Béjaïa (franska: Association sportive de la wilaya de Béjaïa, på svenska ungefär provinsen Béjaïas sportförening) är en volleybollklubb från Béjaïa, Algeriet. Klubbens damlag vann Women's African Club Championship 1997. Det har också vunnit de algeriska mästerskapen sex gånger (1991, 1994, 1995, 1996, 1999 och 2016) och algeriska cupen sex gånger (1993, 1994, 1995, 1996, 1998 och 1999). 